# Agustín Roberto Radrizzani
Agustín Roberto Radrizzani (Avellaneda, 24 settembre 1944 – Junín, 2 settembre 2020) è stato un arcivescovo cattolico argentino.

## Biografia
Agustín Roberto Radrizzani nacque ad Avellaneda il 24 settembre 1944 da Gaspar e Marina. Aveva una sorella, Rosita, una religiosa salesiana.

### Formazione e ministero sacerdotale
Nel 1961 entrò nel noviziato salesiano e il 5 gennaio 1968 emise la professione perpetua. Lo stesso anno fu inviato in Italia per studi.
Il 23 marzo 1972 fu ordinato presbitero a Torino dal cardinale Michele Pellegrino. Poco tempo dopo conseguì la licenza in teologia presso il Pontificio Ateneo Salesiano di Torino. Tornato in patria fu docente e direttore del collegio salesiano di La Plata dal 1973 al 1978, incaricato della formazione dei novizi ad Avellaneda nel 1979, ispettore della provincia di La Plata dal 1981 al 1988 e maestro dei novizi dal 1988 al 1991.

### Ministero episcopale
Il 14 maggio 1991 papa Giovanni Paolo II lo nominò vescovo di Neuquén. Ricevette l'ordinazione episcopale il 20 luglio successivo nella chiesa di Nostra Signora della Guardia a Bernal dal vescovo di Comodoro Rivadavia Argimiro Daniel Moure Piñeiro, co-consacranti il vescovo emerito di Neuquén Jaime Francisco de Nevares e quello di San Justo Jorge Arturo Meinvielle. Prese possesso della diocesi il 17 agosto successivo.
Il 24 aprile 2001 lo stesso pontefice lo nominò vescovo di Lomas de Zamora. Prese possesso della diocesi il 23 giugno successivo.
Il 27 dicembre 2007 papa Benedetto XVI lo nominò arcivescovo di Mercedes-Luján. Prese possesso dell'arcidiocesi il 29 marzo successivo.
Nel marzo del 2009 e nel maggio del 2019 compì la visita ad limina.
In seno alla Conferenza episcopale argentina fu presidente della commissione per la vita consacrata e secondo vicepresidente e, come tale, membro della commissione permanente e della commissione esecutiva, dal 2005 al 2008.
Il 4 ottobre 2019 papa Francesco accettò la sua rinuncia al governo pastorale dell'arcidiocesi per raggiunti limiti di età. In seguito si trasferì a vivere con la madre quasi novantottenne presso la Casa "San Giuseppe" delle Piccole suore degli anziani abbandonati a Junín.
Morì all'ospedale generale interzonale di Junín alle 1:25 del 2 settembre 2020 all'età di 75 anni per insufficienza respiratoria provocata da una polmonite bilaterale. Poco dopo l'arcidiocesi comunicò che era stata riscontrata la positività al nuovo coronavirus SARS-CoV-2. Le esequie si tennero il 5 settembre alle ore 11 nella cattedrale di Nostra Signora delle Grazie a Mercedes e furono presiedute da monsignor Jorge Eduardo Scheinig. L'omelia venne pronunciata dal padre salesiano Luis Timossi, suo compagno di studi e già vicario e delegato della pastorale giovanile della provincia.

## Genealogia episcopale e successione apostolica
La genealogia episcopale è:
- Cardinale Scipione Rebiba
- Cardinale Giulio Antonio Santori
- Cardinale Girolamo Bernerio, O.P.
- Arcivescovo Galeazzo Sanvitale
- Cardinale Ludovico Ludovisi
- Cardinale Luigi Caetani
- Cardinale Ulderico Carpegna
- Cardinale Paluzzo Paluzzi Altieri degli Albertoni
- Papa Benedetto XIII
- Papa Benedetto XIV
- Papa Clemente XIII
- Cardinale Bernardino Giraud
- Cardinale Alessandro Mattei
- Cardinale Pietro Francesco Galleffi
- Cardinale Giacomo Filippo Fransoni
- Cardinale Carlo Sacconi
- Cardinale Edward Henry Howard
- Cardinale Mariano Rampolla del Tindaro
- Cardinale Antonio Vico
- Arcivescovo Filippo Cortesi
- Arcivescovo Zenobio Lorenzo Guilland
- Arcivescovo Antonio José Plaza
- Vescovo Argimiro Daniel Moure Piñeiro, S.D.B.
- Arcivescovo Agustín Roberto Radrizzani, S.D.B.

La successione apostolica è:
- Vescovo José Pedro Pozzi, S.D.B. (1993)
- Vescovo Juan Carlos Romanin, S.D.B. (2005)
- Arcivescovo Jorge Eduardo Scheinig (2017)